# Bruce Castle
Bruce Castle (precedentemente Lordship House ) è un maniero del XVI secolo dichiarata monumento classificato di grado I a Lordship Lane, Tottenham a Londra. Prende il nome dalla casata di Bruce che in passato possedeva il terreno su cui è costruito. Ritenuto sorgere sul sito di un edificio precedente, di cui si sa poco, l'attuale è una delle più antiche case inglesi in mattoni sopravvissute. Fu rimaneggiata nel XVII, XVIII e XIX secolo.
La casa fu la dimora di Sir William Compton, dei Baroni Coleraine e di Sir Rowland Hill, tra gli altri. Dopo essere stata una scuola durante il XIX secolo, quando fu costruita una grande estensione a ovest, fu trasformata in un museo che esplora la storia delle aree che ora costituiscono il London Borough of Haringey e, grazie al suo legame con Sir Rowland Hill, la storia della Royal Mail. L'edificio ospita anche gli archivi del London Borough of Haringey. Dal 1892 il parco è diventato pubblico, il più antico di Tottenham.

## Origini del nome

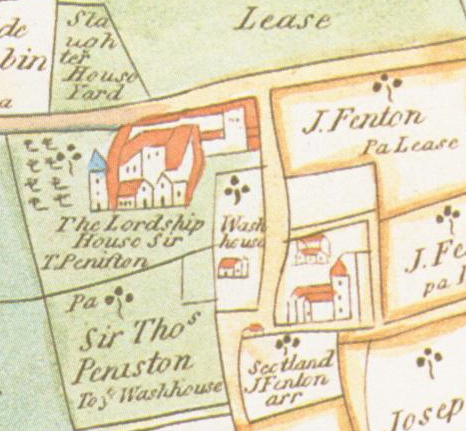
La prima rappresentazione conosciuta della casa: dettaglio del 1619 Earl of Dorset's Survey of Tottenham. Sono mostrati anche la chiesa e il priorato normanno di All Hallows-by-the-Tower, allora come oggi i più antichi edifici superstiti della zona.

Il nome Bruce Castle deriva dalla casata di Bruce, che storicamente possedeva un terzo della corte di Tottenham. Tuttavia, non c'era un castello nella zona, ed è improbabile che la famiglia vivesse nelle vicinanze. Dopo la sua ascesa al trono scozzese nel 1306, Roberto I di Scozia perse le sue terre in Inghilterra, comprese le proprietà dei Bruce a Tottenham, ponendo fine al legame tra la famiglia Bruce e l'area. L'ex terreno Bruce a Tottenham venne dato a Richard Spigurnell e Thomas Hethe.
Le tre parti del maniero di Tottenham furono unite all'inizio del XV secolo sotto la famiglia Gedeney e da allora sono rimaste unite. In tutti i primi documenti, l'edificio è indicato come Lordship House. Il nome Bruce Castle sembra essere stato adottato per la prima volta da Henry Hare, II barone Coleraine (1635–1708), anche se Daniel Lysons ipotizza, in The Environs of London (1795), che l'uso del nome risalga alla fine del XIII secolo.

## Architettura

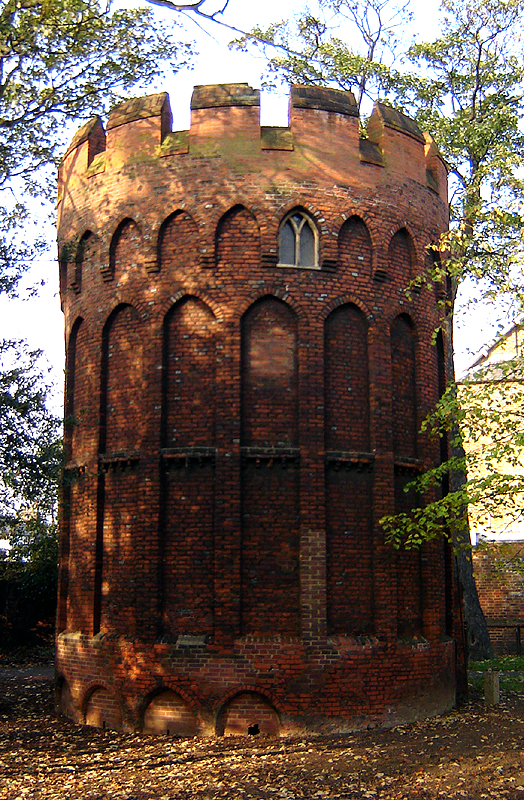
La torre cilindrica

Immediatamente a sud-ovest della casa si erge una torre cilindrica in stile Tudor, generalmente considerata la parte più antica dell'edificio; tuttavia, Lysons crede che sia stata un'aggiunta successivamente. La torre è costruita in mattoni rossi locali ed è alta 6,4 metri con pareti di un metro di spessore. Nel 2006, gli scavi hanno rivelato che continua al di sotto dell'attuale livello del suolo. Fu descritta, nel 1829, come sopra un pozzo profondo e utilizzata come caseificio.
Le fonti non sono concordi sulla data di costruzione iniziale della casa e nessun documento è sopravvissuto con notizie sulla sua costruzione. Vi sono alcune testimonianze archeologiche che datano parti dell'edificio al XV secolo; History and Antiquities of the Parish of Tottenham (1840) di William Robinson suggerisce una data intorno al 1514, sebbene la Royal Commission on Historic Monuments la attribuisca alla fine del XVI secolo. Nikolaus Pevsner ipotizza che la facciata possa aver fatto parte di una casa a corte di cui il resto è scomparso.
La facciata principale del palazzo, classificata di I grado, è stata sostanzialmente rimaneggiata. La casa è realizzata in mattoni rossi con conci a bugnato e la facciata principale, terminata da campate simmetriche in tinta, presenta alte finestre a vetri. La casa e la torre staccata sono esempi del primo utilizzo del mattone come materiale da costruzione principale per una casa inglese.
Henry Hare, II barone Coleraine (1635–1708) sovrintese a un sostanziale rimodellamento della casa nel 1684, e gran parte della facciata sud esistente risale a quel periodo. Le campate terminali furono rialzate, e il portico centrale fu ricostruito con conci e lesene in pietra, una sommità balaustrata e una piccola torre con cupola. Una pianta del 1684 mostra il salone al centro della casa, con i locali di servizio a ovest e il salone principale a est. Al primo piano, la sala da pranzo era sopra l'ingresso, la camera da letto principale sopra la cucina e la camera di una signora sopra il portico.
All'inizio del XVIII secolo Henry Hare, III barone Coleraine (1694–1749) sovrintese a un rimodellamento del nord della casa, che aggiunse una serie di stanze a nord e lo stemma dei Coleraine al frontone della facciata nord. Alla fine del XVIII secolo, sotto la proprietà di James Townsend, la stretta facciata est della casa fu trasformata in un fronte d'ingresso conferendole l'aspetto di una tipica casa georgiana. Allo stesso tempo, vennero rimossi i solai a capanna del fronte sud, conferendo al prospetto sud della casa l'aspetto attuale. Un inventario della casa, fatto nel 1789 in preparazione della vendita, elencava un ingresso, un salone, un salotto, una sala da pranzo e una sala per la colazione al piano terra, con una biblioteca e una sala da biliardo al primo piano.
All'inizio del XIX secolo, l'ala ovest della casa fu demolita, lasciandola con l'aspetto asimmetrico che conserva oggi. La casa fu trasformata in una scuola e nel 1870 fu costruito un ampliamento di tre piani in stile neogotico a nord-ovest della casa.
Gli scavi del 2006 del Museo di Londra hanno portato alla luce le fondamenta in gesso di un precedente edificio sul sito, di cui non si sa nulla. I registri del tribunale del 1742 si riferiscono alla riparazione di un ponte levatoio, implicando che l'edificio fosse allora dotato di un fossato. Una rivista archeologica del 1911 ha fatto riferimento al "recente livellamento del fossato".

## Primi residenti

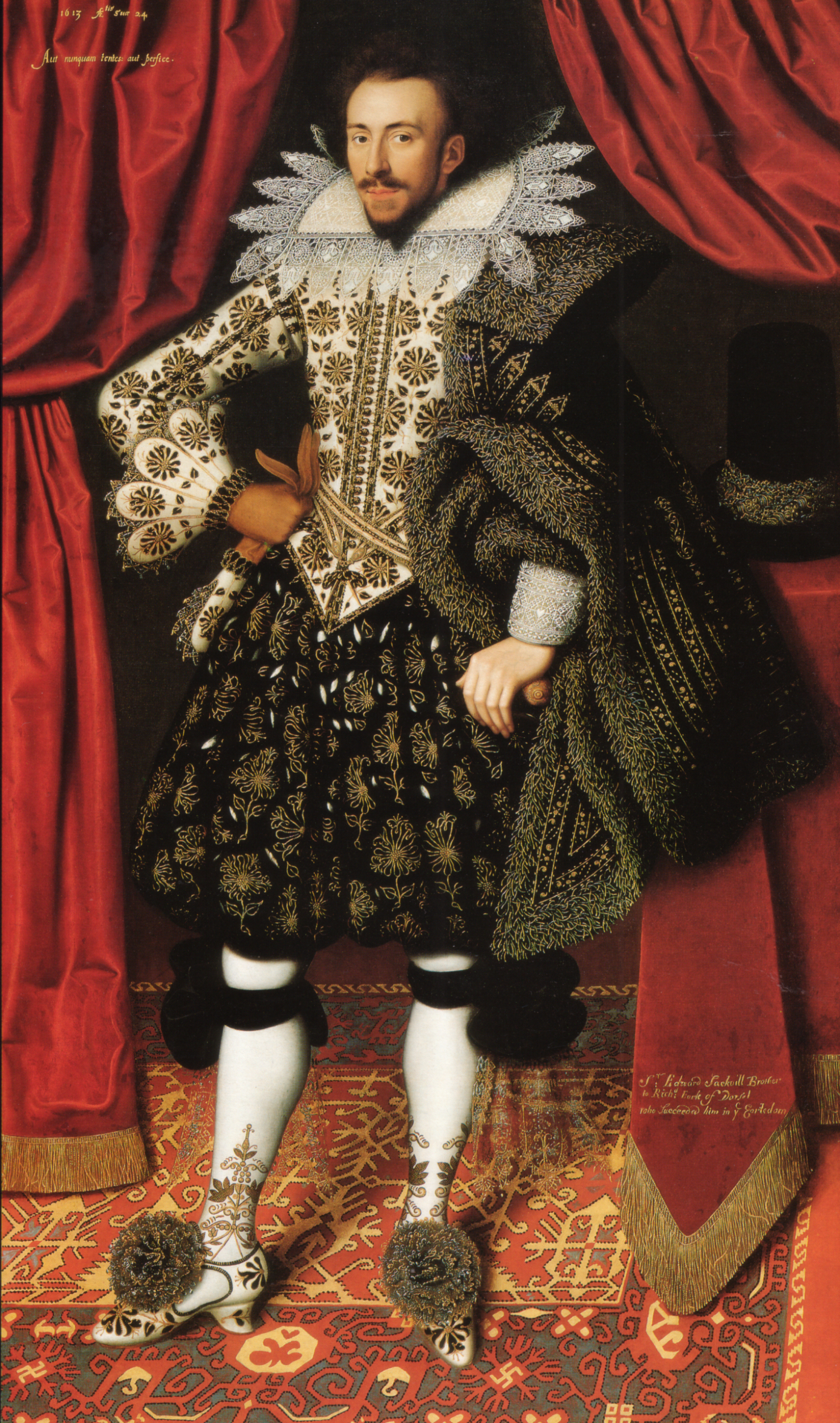
Richard Sackville, di William Larkin; nella collezione dell'Iveagh Bequest a Kenwood House. I grandi debiti di Sackville portarono alla vendita della casa a Hugh Hare.

Si ritiene generalmente che il primo proprietario della casa sia stato Sir William Compton, Groom of the Stool di Enrico VIII e uno dei cortigiani di spicco del periodo, che acquistò il maniero di Tottenham nel 1514. Tuttavia, non ci sono prove dell'abitazione di Compton nella casa, e ci sono alcune prove che l'edificio risale a un periodo successivo.
Il primo riferimento noto all'edificio risale al 1516, quando Enrico VIII vi incontrò sua sorella Margaret, regina di Scozia, a "Maister Compton's House accanto a Tottenham". I Compton possedettero l'edificio per tutto il XVI secolo, ma sono sopravvissuti pochi documenti della famiglia o dell'edificio.
All'inizio del XVII secolo, Richard Sackville, III conte di Dorset e Lady Anne Clifford possedevano la casa. Sackville aveva accumulato debiti elevati attraverso il gioco d'azzardo e le spese stravaganti; la casa (allora ancora chiamata "The Lordship House") fu affittata a Thomas Peniston. Si diceva che la moglie di Peniston, Martha, figlia di Sir Thomas Temple, fosse l'amante del conte di Dorset. La casa fu poi venduta al ricco proprietario terriero del Norfolk, Hugh Hare.

## XVII secolo: la famiglia Hare

### Hugh Hare, I barone Coleraine
Hugh Hare (1606–1667) aveva ereditato una grande quantità di denaro dal suo prozio Sir Nicholas Hare, Master of the Rolls. Alla morte del padre, sua madre si era risposata con Henry Montagu, I conte di Manchester, permettendo al giovane Hugh Hare di elevarsi rapidamente a corte e negli ambienti sociali. Sposò la figlia di Montagu nel suo primo matrimonio e acquistò il maniero di Tottenham, inclusa la Lordship House, nel 1625, e poco dopo fu nobilitato come barone Coleraine.
Poiché era strettamente associato alla corte di Carlo I, le fortune di Hare andarono in declino durante la guerra civile inglese. Il suo Castello di Longford e la sua casa a Totteridge furono sequestrati dalle forze parlamentari e tornarono dopo la Restaurazione in grave stato di abbandono. Le registrazioni di Tottenham del periodo sono ora perse e la proprietà e le condizioni della Lordship House durante il Commonwealth of England sono sconosciute. Hugh Hare morì nella sua casa di Totteridge nel 1667, soffocato da un osso mentre mangiava tacchino, rideva e beveva, e gli succedette suo figlio Henry Hare, II barone Coleraine.

### Henry Hare, II barone Coleraine

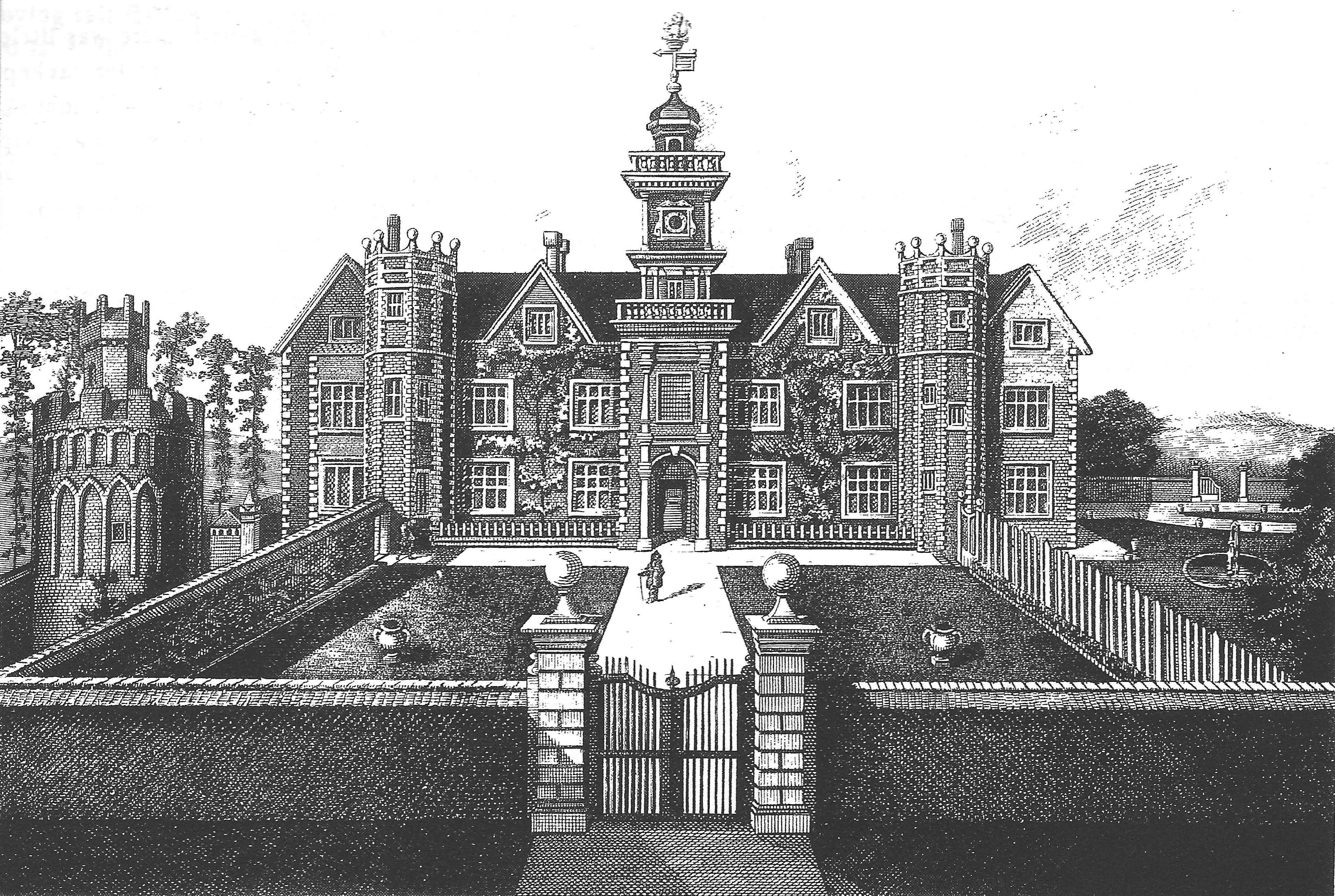
Bruce Castle alla fine del XVII secolo, in seguito alle modifiche di Hare. I piloni del cancello sono probabilmente esistenti a Northumberland Row, vicino a dove White Hart Lane si unisce a Ermine Street.

Henry Hare (1635–1708) si stabilì presso la Lordship House, ribattezzandola Bruce Castle in onore del legame storico della zona con la Casa di Bruce. Hare era un noto storico e autore della prima storia di Tottenham. Crebbe nella casa della famiglia Hare a Totteridge e non si sa quando si trasferì a Tottenham. Al momento della nascita del suo primo figlio, Hugh nel 1668, la famiglia viveva ancora a Totteridge, mentre al momento della morte della sua prima moglie Constantia, nel 1680, la famiglia viveva a Bruce Castle. Secondo Hare, Constantia fu sepolta nella chiesa di All Hallows a Tottenham. Tuttavia, il registro parrocchiale del periodo è completo e non fa menzione della sua morte o sepoltura.
Dopo la morte di Constantia, Hare sposò Sarah Alston. Si erano fidanzati nel 1661, ma lei aveva invece sposato John Seymour, IV duca di Somerset. Ci sono prove che durante il matrimonio di Sarah con Seymour e quello di Hare con Constantia, fu mantenuta una stretta relazione tra loro.
La casa fu sostanzialmente rimaneggiata nel 1684, in seguito al matrimonio di Henry Hare con la vedova Duchessa di Somerset, e gran parte della facciata sud esistente risale a quel periodo. La torre centrale della facciata con belvedere è un motivo del Rinascimento inglese tra la fine del XVI e l'inizio del XVII secolo. Hatfield House, vicino a Londra, ha una torre centrale simile del 1611, così come Blickling Hall nel Norfolk, costruita intorno al 1616.

#### La dama spettrale di Bruce Castle

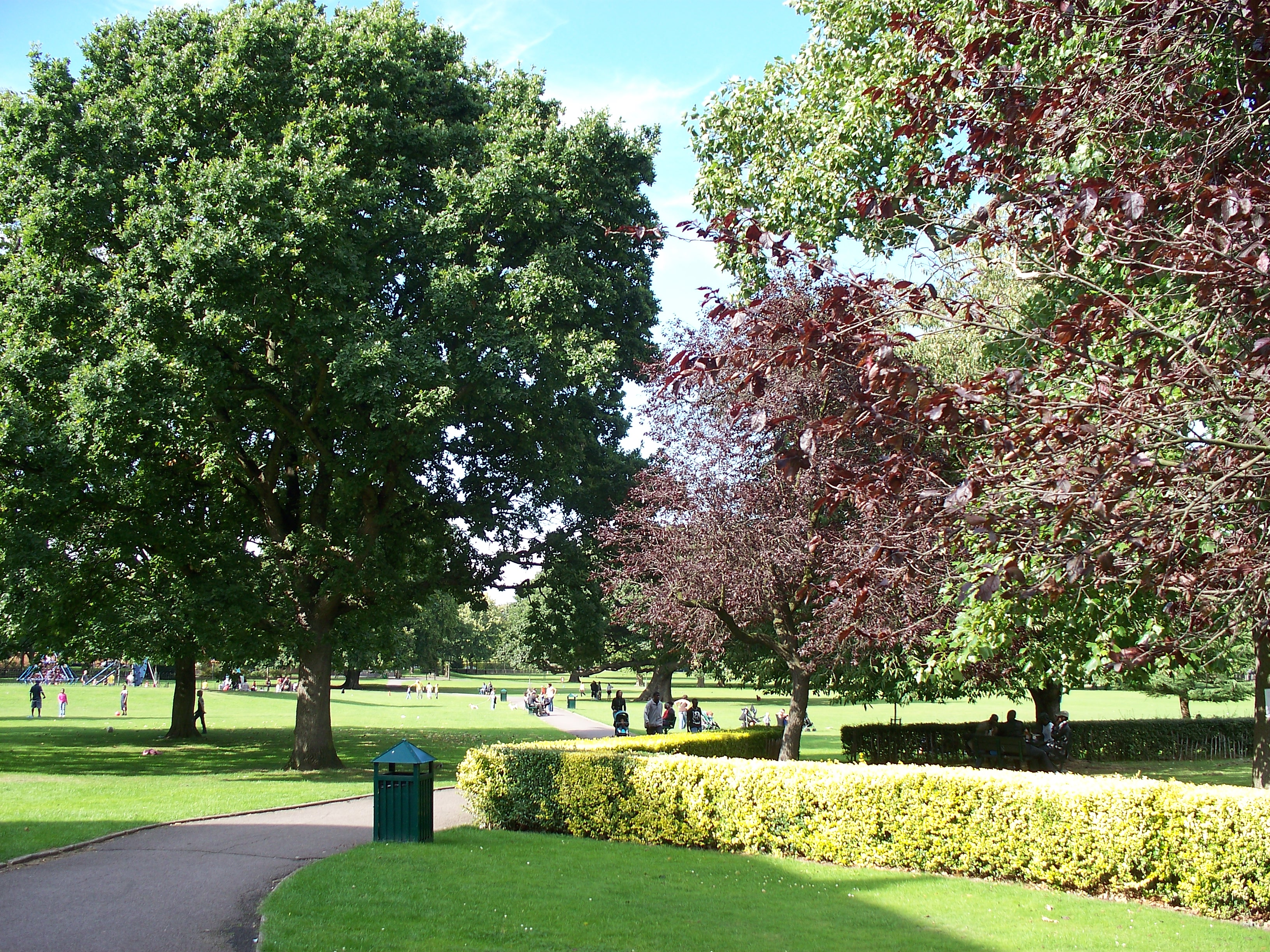
Terreni del Bruce Castle, ora un parco pubblico

Sebbene fonti come Pegram ipotizzino che Constantia si fosse suicidata per la continua relazione tra Hare e la duchessa di Somerset, si sa poco della sua vita e delle circostanze della sua morte prematura, e si dice che il suo fantasma infesti il castello.
Il primo riferimento registrato al fantasma apparve nel 1858, quasi duecento anni dopo la sua morte, nel Tottenham & Edmonton Advertiser.
La leggenda è stata ormai in gran parte dimenticata e negli ultimi tempi non sono stati segnalati avvistamenti del fantasma.

## Residenti nel XVIII secolo

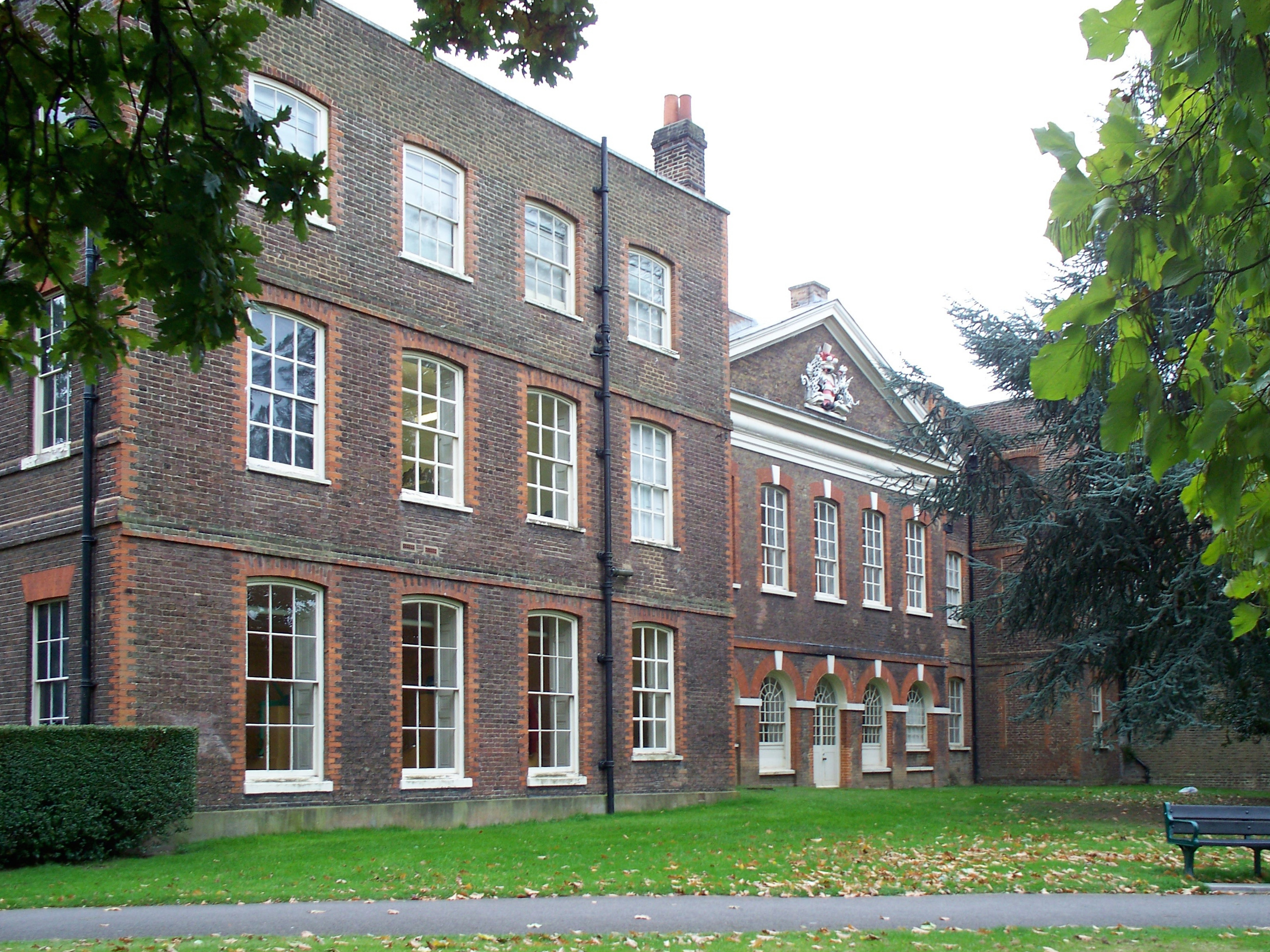
Prospetto nord, che mostra la cresta Coleraine sul frontone nord

Sarah Hare morì nel 1692 e fu sepolta nell'Abbazia di Westminster e Hare nel 1708. Gli succedette suo nipote Henry Hare, III barone Coleraine. Henry era un importante antiquario, che risiedette solo brevemente al Bruce Castle tra lunghi tour in Europa.
La casa fu nuovamente ristrutturata sotto la proprietà del III barone Coleraine. Venne aggiunta un'ulteriore serie di stanze a nord e il frontone venne decorato con un grande stemma dei Coleraine.
Il matrimonio di Hare non fu consumato e in seguito a una relazione con una donna francese, Rosa du Plessis, questa gli diede la sua unica figlia di nome Henrietta Rosa Peregrina, nata in Francia nel 1745. Hare morì nel 1749 lasciando i suoi possedimenti alla bambina di quattro anni Henrietta, ma la sua volontà fu respinta a causa della nazionalità francese della bambina. Dopo molti anni di sfide legali, le proprietà, incluso Bruce Castle, furono concesse a suo marito James Townsend, che aveva sposato all'età di 18 anni.

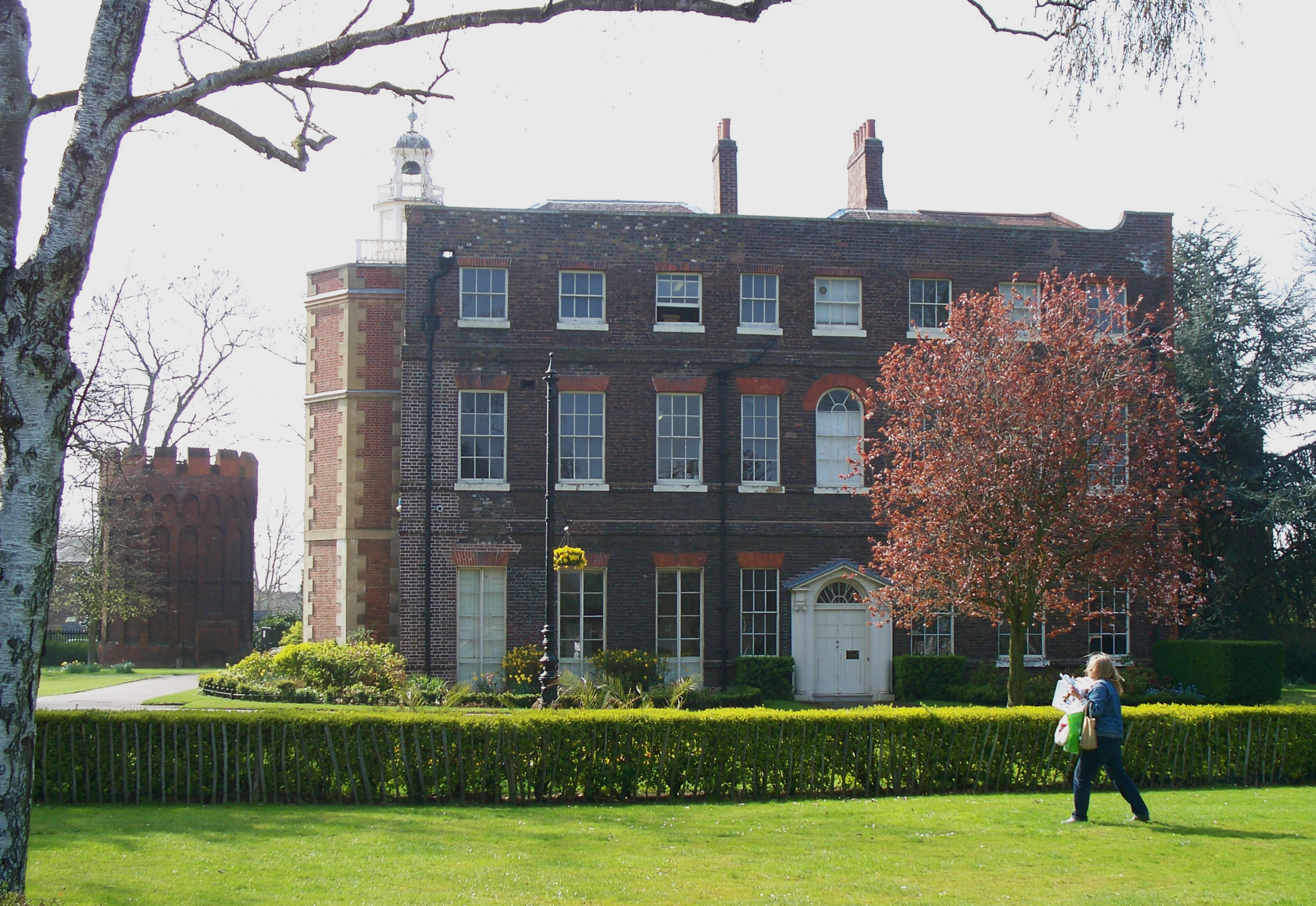
James Townsend rimodellò la facciata est per avere l'aspetto di una tipica casa georgiana.

James Townsend era un cittadino di spicco dell'epoca. Era magistrato, membro del Parlamento per West Looe e nel 1772 divenne Lord Mayor di Londra, mentre Henrietta era un'artista di spicco, della quale sopravvivono molte incisioni del XVIII secolo nel Bruce Castle Museum.
Dopo il 1764, sotto la proprietà di James Townsend, la casa fu nuovamente ristrutturata. Lo stretto fronte est venne rimodellato in un fronte d'ingresso e gli fu conferito l'aspetto di una tipica casa georgiana, mentre i solai a capanna sul fronte sud vennero rimossi, conferendo alla facciata l'aspetto che ha oggi.
Il figlio di James e Henrietta Townsend, Henry Hare Townsend, mostrò scarso interesse per l'area o per il ruolo tradizionale del Lord of the Manor. Dopo aver affittato la casa a una serie di inquilini, la vendette nel 1792 a Thomas Smith di Gray's Inn come residenza di campagna.

## John Eardley Wilmot
John Eardley Wilmot (c. 1749 - 23 giugno 1815) fu membro del Parlamento per Tiverton (1776-1784) e Coventry (1784-1796), e nel 1783 guidò la Commissione parlamentare che investigava sugli eventi che portarono alla rivoluzione americana. Guidò anche l'elaborazione delle richieste di risarcimento e la fornitura di alloggi di base per i 60.000 rifugiati lealisti arrivati in Inghilterra dopo l'indipendenza degli Stati Uniti.
Dopo l'inizio della rivoluzione francese, nel 1789, una seconda ondata di profughi arrivò in Inghilterra. Sebbene il governo britannico non offrisse loro soccorsi organizzati, Wilmot, in associazione con William Wilberforce, Edmund Burke e George Nugent-Temple-Grenville, primo marchese di Buckingham, fondò il "Wilmot's Committee", che raccolse fondi per fornire alloggio, cibo e lavoro ai rifugiati dalla Francia, molti dei quali si stabilirono nell'area di Tottenham.
Nel 1804 Wilmot si ritirò dalla vita pubblica e si trasferì a Bruce Castle per scrivere le sue memorie sulla rivoluzione americana e il suo ruolo nelle indagini sulle sue cause e conseguenze. Furono pubblicate poco prima della sua morte nel 1815. Dopo la morte di Wilmot, il mercante londinese John Ede acquistò la casa e i suoi terreni e demolì l'ala ovest dell'edificio.

## La Hill School

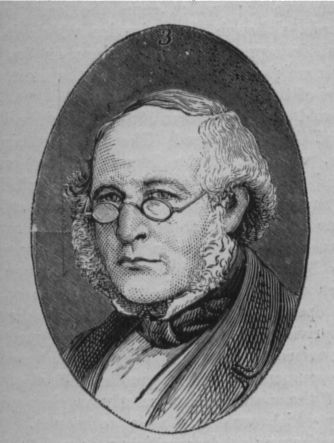
Sir Rowland Hill

Hill e i suoi fratelli avevano assunto la direzione della scuola del padre a Birmingham nel 1819, che aveva aperto una filiale a Bruce Castle nel 1827, con Rowland Hill come preside. La scuola venne gestita secondo linee radicali ispirate dagli amici di Hill Thomas Paine, Richard Price e Joseph Priestley; tutto l'insegnamento era basato sul principio che il ruolo dell'insegnante è quello di instillare il desiderio di imparare, non di impartire lezioni, furono abolite le punizioni corporali e le presunte trasgressioni furono giudicate da un tribunale di alunni, mentre la scuola insegnava un radicale (per il tempo) curriculum comprendente lingue straniere, scienze e ingegneria. Tra gli altri alunni, la scuola fu frequentata dai figli di molti diplomatici con sede a Londra, in particolare delle nuove nazioni indipendenti del Sud America, e dai figli del pioniere dell'informatica Charles Babbage.
Nel 1839 Rowland Hill, che aveva scritto un'influente proposta sulla riforma postale, fu nominato capo del General Post Office (dove introdusse i primi francobolli del mondo), lasciando la scuola nelle mani del fratello minore Arthur Hill.

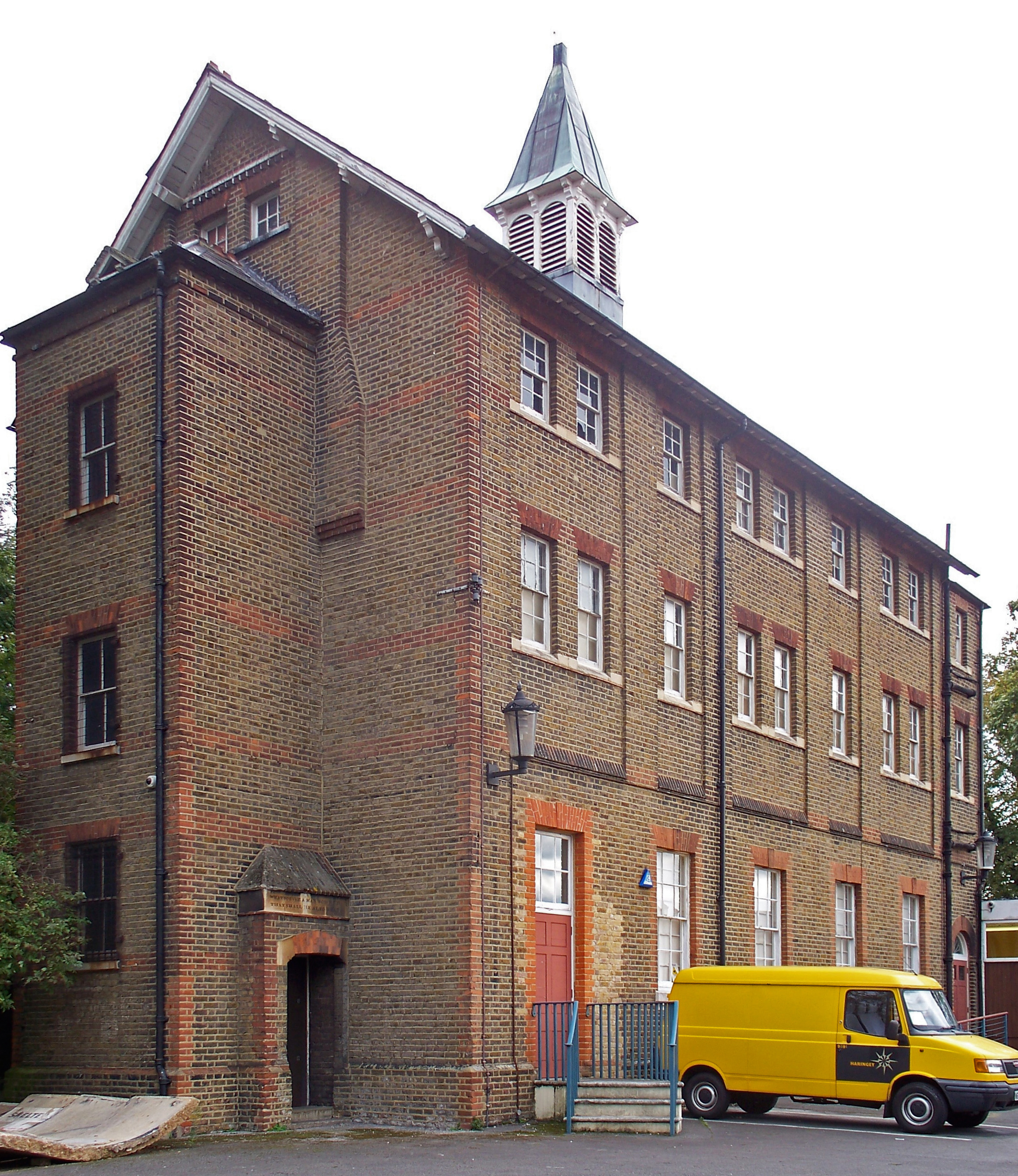
Ampliamento del XIX secolo per ospitare la scuola

Durante il periodo di attività della Scuola, il carattere dell'area era cambiato in modo irriconoscibile. Storicamente, Tottenham era costituito da quattro villaggi su Ermine Street (in seguito la strada A10), circondati da paludi e terreni agricoli. La costruzione della Northern and Eastern Railway nel 1840, con stazioni a Tottenham Hale e Marsh Lane (in seguito Northumberland Park), rese possibile per la prima volta il pendolarismo da Tottenham verso il centro di Londra (sebbene con un percorso tortuoso di quasi 13 km via Stratford, più del doppio della distanza del percorso stradale diretto), oltre a fornire collegamenti diretti con il porto di Londra. Nel 1872 la Great Eastern Railway aprì una linea diretta da Enfield alla stazione di Liverpool Street, inclusa una stazione a Bruce Grove, vicino a Bruce Castle; la ferrovia forniva tariffe agevolate agli operai per consentire ai pendolari poveri di vivere a Tottenham e di recarsi al lavoro nel centro di Londra. Essendo un importante snodo ferroviario, Tottenham divenne un'importante area residenziale e industriale; entro la fine del XIX secolo, le uniche aree non sviluppate rimaste erano i terreni del Bruce Castle e le pianure alluvionali allagate del fiume Lea a Tottenham Marshes e del fiume Moselle a Broadwater Farm.

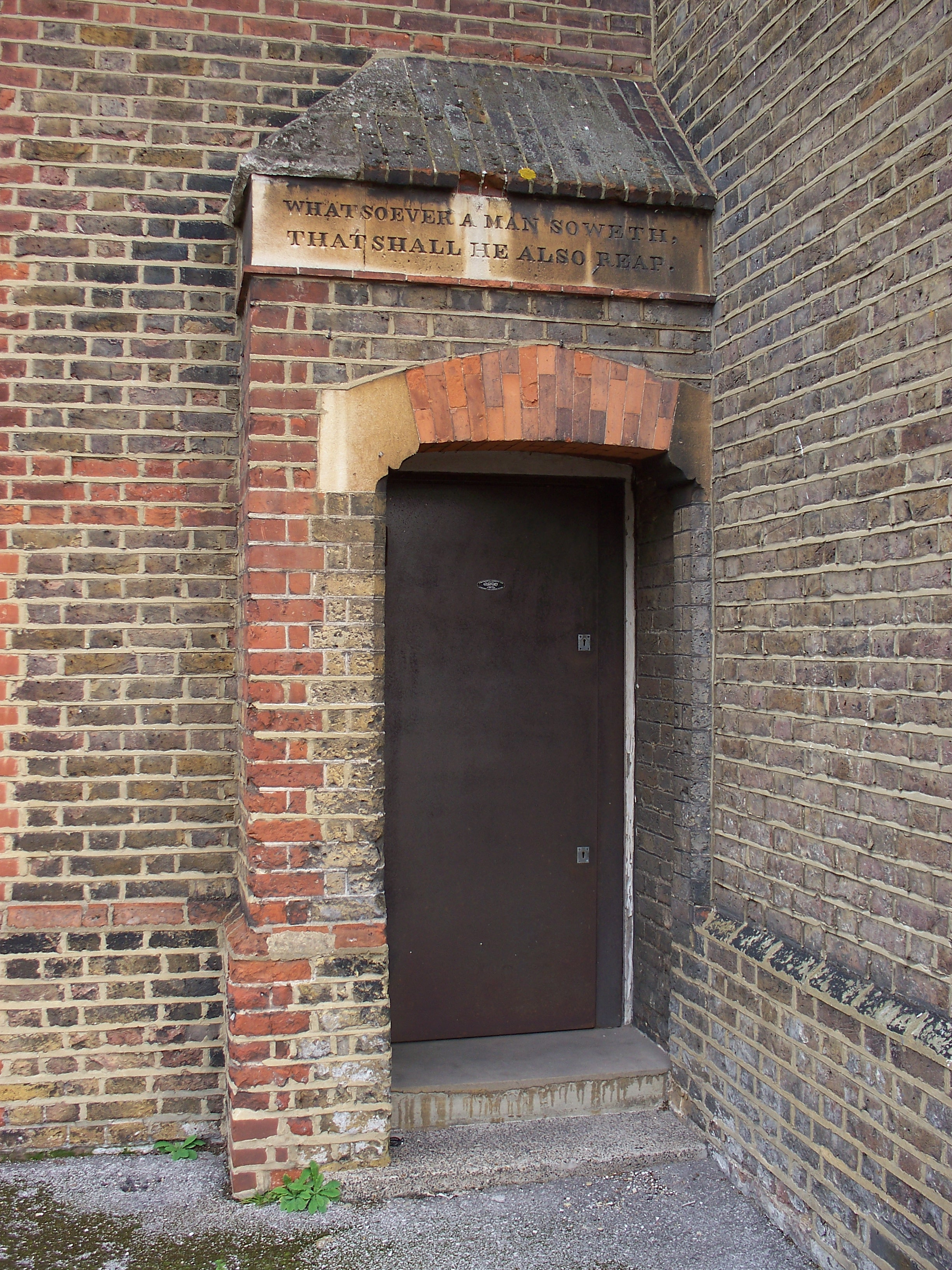
Ingresso posteriore all'estensione. L'iscrizione sopra la porta recita: "Ciò che l'uomo semina, mieterà".

Nel 1877 Birkbeck Hill si ritirò dalla carica di preside, ponendo fine all'associazione della sua famiglia con la scuola. La scuola chiuse nel 1891 e il Tottenham Council acquistò la casa e il terreno che fu aperto al pubblico come Bruce Castle Park nel giugno 1892, il primo parco pubblico di Tottenham. La casa fu aperta al pubblico come Bruce Castle Museum nel 1906.

### Il Tottenhamdi Heraud
Il Bruce Castle era tra gli edifici menzionati nell'epopea spenseriana del 1820 di John Abraham Heraud, Tottenham, una poesia romantica sulla vita di Robert the Bruce:

## Oggi

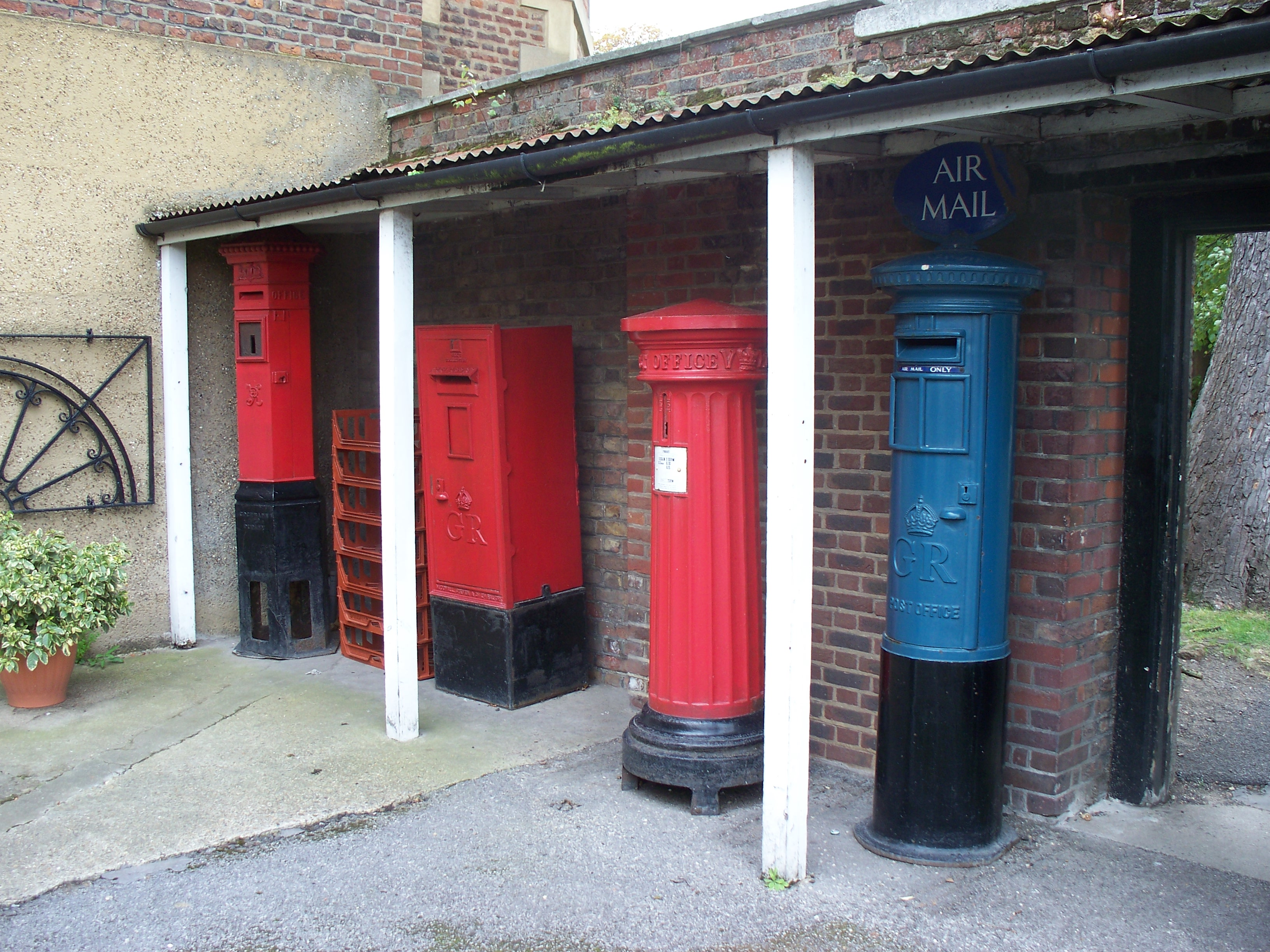
Storiche cassette della posta in mostra all'esterno del museo.

Bruce Castle è ora un museo, che ospita gli archivi del London Borough of Haringey e una mostra permanente sul passato, presente e futuro di Haringey e dei suoi quartieri precedenti, e mostre temporanee sulla storia dell'area. Altre mostre includono una mostra su Rowland Hill e la storia postale, una significativa collezione di prime fotografie, una collezione di documenti storici feudali e registri di corte relativi alla zona, e una delle poche copie disponibili per la lettura pubblica degli Spurs Opus, la storia completa del Tottenham Hotspur. Nel 1949, l'edificio fu classificato di I grado; la torre cilindrica è stata classificata separatamente di Grado I e le mura di cinta meridionali e occidentali del XVII secolo del parco sono state elencate di Grado II nel 1974. Nel 1969 il castello divenne sede del museo reggimentale del Middlesex Regiment la cui collezione fu successivamente trasferita al National Army Museum.
Nel luglio 2006 è stato organizzato un importante scavo nel parco dal Museum of London Archaeological Archive and Research Centre, come parte delle celebrazioni del centenario dell'apertura del Bruce Castle Museum, a cui hanno preso parte un gran numero di giovani locali. Oltre a grandi quantità di oggetti di uso quotidiano scartati, sono state scoperte le fondamenta in gesso di quella che sembra essere stata una casa precedente sul sito.